# 鲁邦三世VS名侦探柯南 THE MOVIE
《鲁邦三世VS名侦探柯南 THE MOVIE》，是日本電視台60周年台慶與讀賣電視台55周年台慶的紀念企劃、TMS Entertainment動畫制作50周年、以及鲁邦三世連載45週年和名偵探柯南連載20週年而製作的動畫電影，於2013年12月7日在日本上映，是魯邦三世和名偵探柯南第二次合作。截至2014年1月7日，日本票房收入達到36億3650萬850日元，超越《名偵探柯南：絕海的偵探》的36.3億日元總票房。
本作獲第37屆日本奧斯卡的日本電影金像獎最佳動畫片獎提名。

## 本作概要
從1996年的《魯邦三世 DEAD OR ALIVE》以來，《鲁邦三世》17年來首次有劇場版在電影院上映。另外，《名偵探柯南》亦首次在同一年上映兩部劇場版。
- 2009年3月播出的特别篇《鲁邦三世VS名侦探柯南》是电视播出的單元劇，本次《鲁邦三世VS名侦探柯南 THE MOVIE》则是在电影院上映的動畫電影，两部作品虽然情节有关联，但并非单纯的“第一部”与“第二部”的关系。
- 本片並不列入《名侦探柯南》剧场版系列當中，正式列入者為翌年上映的《名侦探柯南》第18部劇場版《名偵探柯南：異次元的狙擊手》。
- 本片結尾，魯邦三世正企圖在大阪某座博物館盜取寶物，不料寶物卻被怪盜基德搶先一步偷走，同時又被钱形幸一、服部平次和大瀧悟郎逮個正着，在逃亡途中宣稱要演出《2020年夏天 魯邦三世VS怪盜基德 贏的人是我！ 史上最強大盜大決戰》，接著柯南出面表示此事純屬玩笑[3]。

### 宣傳標語
1. 「來個了斷吧」
2. 「奇跡的对決、開幕」
3. 「在世上沒有解不開的謎團,偷不到的寶物」
4. 『涉及神秘宝藏的重大事件！魯邦和柯南发生激烈的冲突。行动与纳时的真正价值!今年冬天，只有一个真理窃取了您的心！』
5. 『12.7 SAT 魯邦三世在米花町出現』

### 作者感想
《鲁邦三世》原作者：加藤一彦
期待在大銀幕上看到柯南和鲁邦的同台演出。擋在天才怪盗鲁邦三世面前的，是同样身为天才的偵探柯南，这难以不让人期待。对于《鲁邦三世》的影迷来说，本作之中可以让大家体会到鲁邦从成熟到搞笑的各种不同性格方面。作品中充满了对鲁邦三世作品的致敬，因此请大家不要漏掉任何一句台词，推理方面的乐趣也请好好体会。而且，以本作为契机，希望大家也再次认识到《名侦探柯南》这部作品的出众魅力，反之亦然。这部作品肯定是从小孩到大人都可以喜欢的作品，我认为这正是动画片的本质，这也正是鲁邦三世的本质。总之，请大家忘却烦恼，好好享受作品！
《名侦探柯南》原作者：青山刚昌
电视特别版做得很好，果然还要做下一部啊（笑）。不过一年内出两部柯南的剧场版，感觉蛮不可思议的。上一次的特别版就像是柯南到鲁邦世界中做客的感觉，而这回的电影则是鲁邦来到柯南世界的感觉（笑）。我想这是一部从旧鲁邦迷的大叔大婶，到少年侦探团迷的小孩子们都可以享受的电影。请家族一起来观看，就当这部电影是柯南和鲁邦送给大家的圣诞礼物吧。

### 公映特典
劇場版特典 电影公映纪念《鲁邦三世VS名侦探柯南 THE MOVIE》奇迹的对决SP
为剧场版进行宣传的特别电视节目，于2013年12月6日在日本电视台播出。
采访了特邀声优内野圣阳和夏菜，他们向观众透露为剧场版配音的感受，介绍了自己配音的角色和极具魄力的动作场面，回顾了《鲁邦三世》与《名侦探柯南》两部作品中的主要人物与经典画面，并推荐了令自己印象深刻的场景。特别客串的三浦知良也友情出镜。

## 剧情
故事發生在《魯邦三世VS名偵探柯南》之後，維斯巴尼亞王國發生礦石盜竊事件，由於礦石可以用在匿縱上又可以在特定電壓下導致電子儀器失效，因此受到軍事國家的覬覦。
隨後在日本，怪盜基德在中森警部的包圍網下成功竊取鑽石後逃走了，從來不使用槍械的基德突然對警方開槍的行徑讓中森警部感到吃驚，而真正的黑羽快斗看到有人假扮他感到不悅。江户川柯南在独自一人追捕假基德时滑板突然被魯邦三世的同夥石川五右卫门斬斷，柯南這才明白原來基德是魯邦假扮的。而魯邦隨後聯繫一名神秘男子亞倫史密西告知他已成功竊盜並要求對方釋放峰不二子，原來峰不二子被亞倫綁架且被裝上炸彈，而峰不二子故意要找怪盜基德救她而激怒魯邦，因此魯邦才假扮基德犯案，但亞倫表示這次竊盜只是對魯邦的測試，要求魯邦必須完成真正的目標：櫻桃藍寶石。
收到鲁邦三世预告函的目暮十三等人迎来了國際刑警鲁邦專案搜查官钱形幸一，中森警部因搞砸了假基德抓捕行動而被停職休假，於是目暮警部派遣佐藤和高木刑警協助錢形警部，即使錢形與日本警方在戒備深嚴的狀態下依然被魯邦盜取寶石逃脫。鲁邦则在宝石顺利得手后将宝石交给了亞倫，隨後亞倫安全離去後才將峰不二子的炸彈解除。
与此同时，来到日本的还有超人气海外偶像艾米力歐·巴瑞帝，柯南在電視發現次元大介當起艾米力歐的保鏢。園子濫用情報得知艾米力歐居住的酒店後與毛利小五郎父女、柯南等人前去拜見艾米力歐。但隨後得知艾米力歐收到了死亡恐吓信，要求终止他在日本的演唱会，否则就会丧命。因此艾米力歐和其经纪人克勞蒂亞·贝露奇求助于毛利小五郎。但日本警方與柯南同時得知艾米力歐的主辦人盧奇亞諾·卡尼瓦瑞的真實身份其實是義大利黑手黨的頭目，而盧奇亞諾藉由演唱會的名義來到日本其實是來進行地下交易，而錢形警部懷疑魯邦的真正目的並不是寶石而是盧其亞諾，艾米力歐的經紀人克勞蒂亞為了艾米力歐也不得已妥協向盧奇亞諾做事，而艾米力歐得知後也偽造恐嚇信引來警方，甚至引起騷動來破壞交易，事後才向柯南一行人表明一切，柯南則要艾米力歐將演唱會成功舉辦，並保證他會將壞人繩之以法。而次元大介因失職而被開除，離開前屢次警告柯南要他別插手，但柯南為了艾米力歐的承諾而不打算放棄調查。
另一方面，少年偵探團與阿笠博士得知魯邦一夥來到日本後為了貪功調查到魯邦的窩藏點，並打算將眾人一網打盡，但少年偵探團瞞著阿笠博士先行一步卻被魯邦等人下藥迷暈，由峰不二子送回阿笠博士家，並要求灰原哀同行，而少年偵探團與阿笠博士的真正用意是讓灰原哀充當內奸，得知一切的柯南不想讓偵探團遭遇危險於是讓灰原謊報地點。
演唱會當天，白鳥警部、錢形警部與佐藤刑警埋伏在演唱會預將盧奇亞諾等人逮捕，但盧奇亞諾事先將場地改建順利躲過監視器將警方給瞞騙過去，而毛利父女將目暮警部帶到克勞蒂亞面前讓她交代一切。盧奇亞諾來到羽田機場與亞倫交易時突然被魯邦等人與柯南、FBI打破交易，在魯邦即將要朱蒂等人拘捕時，柯南即時發現魯邦被亞倫的狙擊手瞄準，柯南為了救魯邦而中槍，亞倫與盧奇亞諾抓準時機脅持柯南搭上已準備好的軍機，魯邦為了救柯南而在峰不二子的協助下也在軍機起飛前順利搭機。
魯邦和柯南制伏了亞倫的部下與盧奇亞諾後打算奪回控制權，甦醒後的盧奇亞諾卻對兩人開槍襲擊，亞倫與機師不幸被射殺，盧奇亞諾也因飛機失壓而被吸出機外，亞倫在死前也盡力穩住軍機，魯邦接手後才斷氣。而柯南也大致上推斷出整件事的前因後果。
原來魯邦一夥被維斯巴尼亞王國委託調查礦石竊取案並將礦石奪回，因找不到主謀是誰才從買主亞倫開始調查，亞倫的祖國吉蘭巴（虛構國家）被鄰國以壓倒性軍力侵略因此想要購買礦石反制，得知主謀是盧奇亞諾後並派遣石川五右衛門庫存寶石再讓次元大介易容矇騙亞倫讓他誤以為要用寶石交換，因寶石原本是魯邦等人的物品因此有裝追蹤器，所以魯邦與柯南才同時抵達現場，而次元大介擔任艾米力歐保鏢只是想趁機搜尋礦石並奪回。魯邦得知好友兼殺手King被盧奇亞諾聘用後私底下用沖野洋子寫真照與峰不二子不雅照將他打發回國。正當柯南修復好通訊要向維斯巴尼亞通報時兩人被日軍派來的鷹式戰鬥機襲擊，魯邦這才告知柯南他曾對維斯巴尼亞提出要求，萬一魯邦來不及阻止礦石被運出國，維斯巴尼亞有權向日方提出擊毀命令。在日本警方與少年偵探團的協調下才即時阻止，柯南與魯邦也即時在軍機墜毀前跳機，後來被峰不二子等人接應。而克勞蒂亞原本想自首，但目暮警部體諒她是被脅迫替黑手黨做事因此放過克勞蒂亞。
艾米力歐結束演唱會後與克勞蒂亞離開日本，而魯邦則跑去關西竊取寶物，怪盜基德為了報復之前魯邦假扮他一事先行將寶物偷走，而留下魯邦被埋伏在此的錢形警部追捕。

## 登場角色
| 角色                   | 配音                                     | 配音                 | 配音                 | 配音                      | 介紹                                                                                       |
| 角色                   | 日本                                     | 香港                 | 香港                 | 台灣                      | 介紹                                                                                       |
| 角色                   | 日本                                     | 影碟版本             | TVB版本              | 台灣                      | 介紹                                                                                       |
| 《魯邦三世》登場角色   | 《魯邦三世》登場角色                     | 《魯邦三世》登場角色 | 《魯邦三世》登場角色 | 《魯邦三世》登場角色      | 《魯邦三世》登場角色                                                                       |
| ---------------------- | ---------------------------------------- | -------------------- | -------------------- | ------------------------- | ------------------------------------------------------------------------------------------ |
| 魯邦三世               | 栗田貫一                                 | 李家傑               | 關令翹               | 劉傑                      | 知道柯南的真實身份，與柯南為亦敵亦友關係。                                                 |
| 次元大介               | 小林清                                   | 黃啟明               | 葉振聲               | 徐健春                    | 知道柯南的真實身份，與柯南為合作關係，被柯南稱呼為「爸爸」。                               |
| 石川五右衛門           | 浪川大辅                                 | 陳健豪               | 李鎮然               | 陳幼文                    | 知道柯南的真實身份。                                                                       |
| 峰不二子               | 澤城美雪                                 | 周恩恩               | 張頌欣               | 傅其慧                    | 知道柯南與灰原的真實身份。                                                                 |
| 錢形幸一               | 山寺宏一                                 |                      | 李錦綸               | 陳幼文                    |                                                                                            |
| 《名偵探柯南》登場角色 |                                          |                      |                      |                           |                                                                                            |
| 江戶川柯南             | 高山南                                   | 周恩恩               | 黃玉娟               | 蔣篤慧 劉傑（心聲）       | 與魯邦三世為勁敵。                                                                         |
| 毛利蘭                 | 山崎和佳奈                               | 王夢華               | 陸惠玲               | 魏晶琦                    |                                                                                            |
| 毛利小五郎             | 小山力也                                 | 黄志明               | 陳欣                 | 曹冀魯                    |                                                                                            |
| 灰原哀                 | 林原惠                                   | 陳子瑩               | 羅杏芝               | 魏晶琦                    |                                                                                            |
| 怪盜基德               | 山口勝平                                 | 李家傑               | 陳卓智               | 曹冀魯                    | 客串，於本片開頭被魯邦三世假扮，之後本人於本片結尾留下卡片給魯邦三世並搶先他一步偷走寶物。 |
| 阿笠博士               | 緒方賢一                                 | 黃啟明               | 譚炳文               | 徐健春                    |                                                                                            |
| 吉田步美               | 岩居由希子                               | 莊巧兒               | 梁少霞               | 傅其慧                    |                                                                                            |
| 小岛元太               | 高木涉                                   | 陳志強               | 陳卓智               | 劉傑                      |                                                                                            |
| 圆谷光彦               | 大谷育江                                 | 曾月娥               | 梁偉德               | 魏晶琦                    |                                                                                            |
| 鈴木園子               | 松井菜櫻子                               | 莊巧兒               | 林芷筠               | 傅其慧                    |                                                                                            |
| 目暮十三               | 茶風林                                   | 黃啟明               | 林保全               | 徐健春                    |                                                                                            |
| 白鳥任三郎             | 井上和彥                                 | 陳健豪               | 周良鴻               | 陳幼文                    |                                                                                            |
| 高木涉                 | 高木涉                                   | 李家傑               | 曹啟謙               | 劉傑                      |                                                                                            |
| 佐藤美和子             | 湯屋敦子                                 | 陳子瑩               | 林元春               | 魏晶琦                    |                                                                                            |
| 千葉和伸               | 千葉一伸                                 | 陳志強               | 巫哲棋               | 徐健春                    |                                                                                            |
| 宫本由美               | 杉本优                                   | 曾月娥               | 陳皓宜               | 傅其慧                    |                                                                                            |
| 三池苗子               | 田中理惠                                 | 莊巧兒               | 成瑤孆               | 蔣篤慧                    |                                                                                            |
| 中森銀三               | 石塚運昇                                 | 陈志强               | 陳廷軒               | 曹冀魯                    |                                                                                            |
| 朱蒂·斯塔琳            | 一城美由希                               | 王夢華               | 許盈                 | 蔣篤慧                    |                                                                                            |
| 詹姆斯·布拉克          | 家弓家正                                 | 陳志強               | 盧國權               | 曹冀魯                    |                                                                                            |
| 工藤新一               | 无台词                                   | 无台词               | 无台词               | 无台词                    | 仅於开头出场，无台词，由魯邦三世介紹                                                       |
| 服部平次               | 无台词                                   | 无台词               | 无台词               | 无台词                    | 僅於结尾客串，无台词                                                                       |
| 大泷悟郎               | 无台词                                   | 无台词               | 无台词               | 无台词                    | 僅於结尾客串，无台词                                                                       |
| 系列原創角色           |                                          |                      |                      |                           |                                                                                            |
| 克勞蒂亞·貝露奇        | 夏菜                                     | 曾月娥               | 黃昕瑜               | 傅其慧                    | 24歲，艾米力歐經紀人                                                                       |
| 艾米利歐·巴瑞帝        | 入野自由                                 | 陳健豪               | 陳灝瑋               | 陳幼文                    | 26歲，知名歌手                                                                             |
| 基斯·旦·斯仃卡         | 绿川光                                   | 陳志強               |                      | 陳幼文                    | 22歲，前作特別篇原創角色                                                                   |
| 盧奇亞諾·卡尼瓦瑞      | 金尾哲夫                                 | 陳志強               | 馮志輝               | 曹冀魯                    | 32歲，表面上是演唱會主辦，實為黑手黨頭目                                                   |
| King                   | 三浦知良                                 | 黃志明               | 陳廷軒               | 曹冀魯                    |                                                                                            |
| 老板                   | 八奈见乘儿                               |                      | 黃子敬               | 徐健春                    |                                                                                            |
| 亞倫·史密西            | 内野聖陽                                 | 陳健豪               | 蘇強文               | 徐健春                    | 35歲，虛構國家吉蘭巴愛國者，後被盧奇亞諾誤殺，死前知曉柯南真實身份                         |
| 銀行支店長             | 仲木隆司                                 | 黃啟明               | 陳永信               | 曹冀魯                    |                                                                                            |
| 若護茂英心             | 松冈文雄                                 | 陳志強               | 盧國權               | 徐健春                    | 真面目是石川五右衛門。                                                                     |
| 凯恩·克吉塔斯          | 无台词                                   | 无台词               | 无台词               | 无台词                    | 35歲，真面目是次元大介。                                                                   |
| 其他角色               |                                          |                      |                      |                           |                                                                                            |
| 警官隊                 | 私市淳 川津泰彦 松本大 姫野惠二 志村知幸 |                      |                      | 劉傑 曹冀魯 陳幼文 徐健春 |                                                                                            |
| 調酒師                 | 三戸耕三                                 | 黃啟明               |                      | 曹冀魯                    |                                                                                            |
| 飛行員                 | 宮内敦士                                 |                      |                      | 劉傑                      |                                                                                            |
| 接待小姐               | 大原沙耶香                               | 王夢華               |                      | 魏晶琦                    |                                                                                            |
| 工作人員               | 荒井静香 大本眞基子                      |                      |                      | 蔣篤慧 傅其慧             |                                                                                            |
| 艾米利歐粉絲           | 皆瀬马里卡 小澤千里 北川里奈             | 曾月娥               |                      |                           |                                                                                            |

## 工作人員
- 原作：加藤一彦、青山剛昌
- 導演：龜垣一
- 編劇：前川淳
- 人物設計、总作画監督：平山智、須藤昌朋
- 美術監督：佐藤勝
- 色彩設定：海鋒重信
- 摄影監督：野口龍生
- 剪辑：冈田辉满
- 音響監督：浦上靖夫
- 音響効果：倉橋静男
- 音乐：大野雄二、大野克夫
- 插入歌 - 99RadioService-「wonderland」
- 製作：城朋子、都築伸一郎、小石川伸哉、吉田力雄、大田圭二、斋藤裕、柏木登
- 制作总监：奥田诚治
- 企画、製作：中谷敏夫、諏訪道彦、浅井認、小島哲
- 製片人：伊藤卓哉、岩佐直樹、米倉功人、山川剛史
- 動畫製作：TMS娱乐/双鹰
- 发行：東寶株式會社
- 製作：「魯邦三世VS名偵探柯南 THE MOVIE」製作委員會
  - 日本电视台
  - 小学馆
  - 读卖电视台
  - TMS Entertainment
  - 東寶株式會社
  - ShoPro
  - VAP Inc.
  - 札幌电视台
  - 宫城电视台
  - 静冈第一电视台
  - 中京电视台
  - 广岛电视台
  - 福冈电视台

## 票房
第一周：
- 《鲁邦三世VS名侦探柯南 THE MOVIE》12月7日公映当天，全日本共344块螢幕进行播放。截至上映当天14时，票房统计数字已经是2013年4月20日公映的《绝海的侦探》实时票房记录的101%。
- 本片12月7~8日初映两天票房高达6亿4984万日元，53万9132人次观影，并获得周票房榜冠军。与《绝海的侦探》的6.7亿首周票房记录差距很小。

第二周：
- 上映两周，本片票房累计到达14亿4200万日元，累计动员超过120万人次。不及《绝海的侦探》上映两周的16.45亿的票房成绩。其中第二周周末两日内动员40万8717人次，票房收入4亿7317万2850万元，为首周末票房成绩的72.8%。

第三周：
- 上映第三周，票房累计21亿4841万8300日元，顺利突破20亿大关，累计动员观众达到180万2933人次。但由于备受日本观众期待的战争影片《永远的0》以5亿4229万的首周末票房成绩轻松拿下冠军，《鲁邦三世VS名侦探柯南 THE MOVIE》只能退居周末票房榜第二位。另外由于《绝海的侦探》的第三周正值日本黄金周，所以当时票房达到了27.25亿，比本片的成绩高出不少。

第四周：
- 由于时值日本新年假期，该周票房信息未公布。

第五周：
- 上映至第5周，由于圣诞节、新年等假期的共同促进下，票房持续走高，累计35亿3372万7700日元，累计动员299万7198人次。突破M 17《绝海的侦探》上映第5周的31.85亿票房，并成功超越《漆黑的追踪者》35亿的总票房成绩。但遗憾的是仍不敌《永远的0》（上映3周票房32亿）的超高票房而位居周票房榜第二位。
- 截至1月7日（上映5周又2天），本片累计动员观众达到308万8143人次，票房收入达到36亿3650万850日元。超越《绝海的侦探》的36.3亿总票房，成为柯南剧场版系列票房冠军！总动员观众数同时突破了300万人次大关。

第六周：
- 上映第六周，票房累计38亿9485万4400日元，累计动员330万4580人次。票房成绩即将突破40亿大关。但由于多部新片同时在此周上映，本片落至周票房榜第五位。第六周周末收入1亿2346万日元，较上一个周末下跌44.3%，开始出现较大跌幅。

第七周：
- 上映第七周，票房累计达到40亿786万900日元，累计动员339万6802人次。票房顺利突破40亿大关。不过票房榜排名下滑至第8位。

第八週：
- 上映第八週，票房累計40億8985萬2500日元，排名第10位，累計動員346萬3208人次。

| 上一届： 《SPEC～結～ 爻之篇》 | 2013年日本週末票房冠軍 第49、50周 | 下一届： 《永远的0》 |

## 發行

### 影碟
- 日本
  - DVD出租：2014年6月4日
  - DVD發售：2014年6月4日
  - 藍光發售：2014年6月4日
- 台灣
  - DVD發售：2014年9月12日（發行商：普威爾）
  - 藍光發售：2014年9月12日（發行商：普威爾）
- 香港
  - DVD發售：2014年7月24日（發行商：新映影片）
  - 影音光碟發售：2014年7月24日（發行商：新映影片）

### 書籍
| 冊數 | 小學館        | 小學館                 |
| 冊數 | 發售日期      | ISBN                   |
| ---- | ------------- | ---------------------- |
| 上   | 2014年8月18日 | ISBN 978-4-09-125220-3 |
| 下   | 2014年9月18日 | ISBN 978-4-09-125233-3 |

## 外部連結
- （日語）《魯邦三世VS名偵探柯南 THE MOVIE》特报(90秒) （页面存档备份，存于）
- （日語）映画公開記念「魯邦三世、名偵探柯南之世界展」東映太秦映画村
- 互联网电影数据库（IMDb）上《鲁邦三世VS名侦探柯南 THE MOVIE》的资料（英文）